# Yússuf ibn Taixfín
Yússuf ibn Taixfín (o Taixufín o Taixafín) (àrab: يوسف بن تاشفين, Yūsuf ibn Tāxfīn (o Tāxufīn o Tāxafīn) o يوسف بن تشفين, Yūsuf ibn Taxfīn (o Taxufīn o Taxafīn)) va ser un governant almoràvit del Màgrib i l'Àndalus del 1061 al 1106.

## Successió al poder

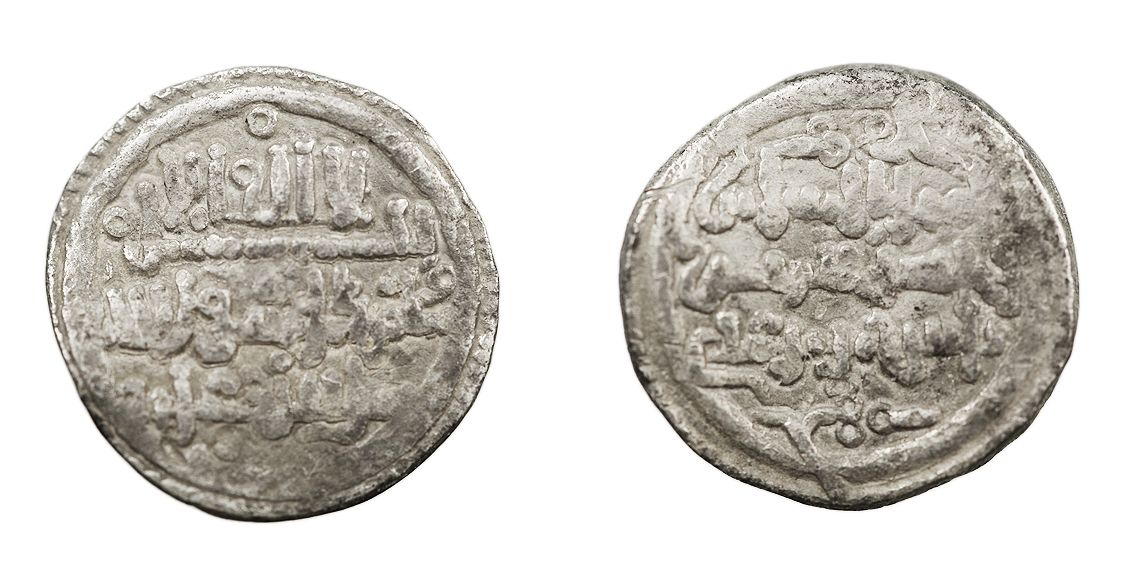
Moneda encunyada durant el seu mandat.

Yússuf ibn Taixfín va nàixer en una família de governants militars vers 1009 o 1010, dins una família amaziga sanhadja del clan Bani Turgut. Fou successor del seu cosí Abu-Bakr ibn Úmar al-Lamtuní, un dels deixebles de Abd-Al·lah ibn Yassín, que fou nomenat general després de la mort del seu germà Yahya ibn Ibrahim. Abu-Bakr el va nomenar cap de l'exèrcit el 1061 i va començar eficaces campanyes militars. Abu-Bakr s'havia casat un parell d'anys abans amb la bella i ambiciosa tunisiana Zàynab bint Ishaq al-Nafzawiyya, fill del darrer governant d'Aghmat i vivia en aquesta ciutat on la vida era dura. Fou convençut de fundar una nova capital més al nord i la va establir al lloc de la moderna Marràqueix i el trasllat oficial fou el 7 de maig de 1070; els primers treballs foren construir una qassaba (el Qasr al-hàjar) i un castell de pedra pel tresor, l'harem i les armes. El gener del 1071 va rebre notícies alarmants del desert, i va anar en ajut de la seva tribu deixant el govern del Marroc al seu nebot i cap militar Yússuf, amb seu a la vila en construcció; li va cedir també una gran part de l'exèrcit i la seva dona, que per consell d'ella mateixa, fou repudiada i passat el termini establert a l'islam per la viudetat, es va poder casar amb Yússuf perquè aquest pogués aprofitar la seva experiència dels afers marroquins.

## Gestes militars
Yússuf, de vida ascètica i frugal, que vestia de beduí i que no parlava l'àrab (coses que no va canviar durant tota la seva vida), va formar un exèrcit amb mercenaris cristians (Uludj) i tribals saharians dels gudala, lamtuna i masufa, i va ampliar l'imperi, creuant l'Atlas cap a les planes del Marroc, assolint la Mediterrània i capturant de Fes el 1075, Tànger en 1079, Tlemcen i Guercif en 1080, Ceuta en 1083, com així com Alger, Tenes i Orà en 1082-83. Considerat cofundador de la ciutat de Marràqueix, iniciada en 1070 i convertida per Alí ibn Yússuf en la capital del seu imperi, en comptes de l'antiga capital Aghmāt. Es va convertir en el líder dels almoràvits a la mort d'Abu-Bakr ibn Úmar al-Lamtuní el 1087 per verí de fletxa.

## La Batalla d'az-Zallaqah
L'any 1086, l'emir d'Ixbíliya, al-Mútamid, que havia posat en marxa una sèrie d'agressius atacs als regnes veïns sorgits de la descomposició del Califat de Còrdova va veure amenaçats els seus dominis per Alfons VI de Castella, que havia conquerit Tulàytula (Toledo) el 1085, veia com s'introduïen les paries, o homenatges, que reforçaven l'economia del regne cristià i posava setge a Saragossa, va demanar ajut als almoràvits, que van desembarcar a al-Jazira al-Khadrà per derrotar els cristians a la batalla d'az-Zal·laqa el 30 de juliol., però Yússuf va haver de retornar a l'Àfrica per la mort del seu fill.

## El setge d'Aledo
Yússuf ibn Taixfín, al comandament de les seves tropes, cridat de nou pels emirs peninsulars, desembarcà a Gibraltar el 1088 unint les seves forces als exèrcits dels emirats d'Ixbíliya, Màlaqa, al-Mariyya i Múrsiya. Als peus del castell d'Aledo van establir el campament i van començar a fustigar els cristians per mitjà de maquinària de setge, construïdes per experts artesans arribats des de Múrsiya.
Els dies es succeïen sense aconseguir la rendició dels cristians, la moral dels assetjadors es ressentia i començaven a produir tensions entre ells i el setge es va aixecar.

## Invasió de l'Àndalus
Quan va tornar a l'Àndalus el 1090 atacà infructuosament Toledo, i en veure la laxitud dels comportaments espiritual i militar com una violació de la llei islàmica, sota els auspicis d'Aa-Muqtadi, califa abbàssida de Bagdad. va usurpar el poder dels principats musulmans, perquè les ciutats com Ixbíliya, Batalyawz, al-Mariyya i Garnata s'havia acostumat a les formes extravagants recaptant impostos feixucs sobre la població a mantenir aquest estil de vida i donaven als jueus llibertats i autoritat sense precedents.
Després d'una sèrie de fàtuas i una acurada deliberació, Yússuf va aplicar l'ortodòxia, exiliant a Aghmat als emirs de Granada i Màlaqa, i un any més tard al-Mutamid de Sevilla patiria el mateix destí, unint tots els dominis musulmans de la península Ibèrica, amb l'excepció de l'emirat de Saraqusta, al Regne del Marroc amb capital a Marràqueix. Va prendre el títol d'amir al-muslimín (príncep dels musulmans), veient-se a si mateix com humil servidor del califa de Bagdad, però per a tots els efectes, se'l considera com el califa de la zona occidental de l'Imperi islàmic. El poder militar dels almoràvits estava en el seu apogeu.
Les forces d'ocupació almoràvit foren en gran manera cavalleria, amb uns 20.000 genets, que s'anaven unint als supervivents de la batalla d'az-Zallaqa, instal·lant-se a les principals ciutats de l'Àndalus. La infanteria usava arcs i espases, piques i javelines, i anaven protegits amb cuirassa de cuir i escuts, i usaren un fonèvol al Setge d'Aledo. Yússuf va establir bases navals a Cadis, al-Mariyya, i els ports veïns al llarg de la Mediterrània. Ibn Maymun, el governador d'al-Mariyya, tenia una flota a la seva disposició, i els Banu Ganiya un altre estol a les Illes Balears, resultant en el domini del mediterrani occidental.

## Campanya contra el Cid
Els almoràvits no havien guanyat territori als cristians ni havien pogut capturar Balansiya, una ciutat dividida entre musulmans i cristians, i regida per Yahya Al-Qadir, qua ja havia perdut Tulàytula i retia homenatge als cristians, inclòs Rodrigo Díaz de Vivar. Després de la conquesta d'Aledo de Muhàmmad ibn Àïxa els almoràvits estaven a les portes de la ciutat controlant Dàniyya, Xàtiva i Jazírat Xúqar. València va demostrar ser un obstacle per l'exèrcit almoràvit després dels fracassos consecutius d'Abu-Bakr ibn Ibrahim ibn Taixfín i el seu nebot Yússuf Abu-Abd-Al·lah Muhàmmad i Abu-l-Hassan Alí al-Hajj per derrotar el Cid, que havia conquerit la ciutat després del govern republicà de Jàfar ibn Abd-Al·lah ibn Jahhaf.
En 1097, després del seu quart viatge a l'Àndalus, Yússuf va posar-se al capdavant dels exèrcits i atacar Balànsiya, sent derrotat en la batalla de Bairén, i dirigint-se a Toledo, vencent a la batalla de Consuegra, en la qual moriria Diego Rodríguez (fill del Cid). Yússuf va marxar a Marràqueix tornant el 1099 en un nou esforç per prendre les províncies de Xarq al-Àndalus. El Cid fou ferit de mort per una fletxa en batalla el 10 de juliol de 1099 i la seva esposa, Ximena Díaz amb l'ajut del seu gendre Ramon Berenguer III va mantenir el poder a la ciutat. El 5 de maig de 1102 després d'un setge de set mesos de Yússuf Mazdali ibn Banlunka, van calar foc a la gran mesquita de la ira i va abandonar la ciutat, fugint a Burgos.

## Mort
Va morir el setembre del 1106 i fou enterrat a Marràqueix.